# Pascal (programmeringssprog)
 For alternative betydninger, se Pascal. (Se også artikler, som begynder med Pascal)
Pascal er et såkaldt blokorienteret programmeringssprog udviklet af Nicklaus Wirth i årene 1968-1970, som er opkaldt efter den franske matematiker Blaise Pascal. Sproget er baseret på Algol, og er specielt beregnet til undervisningsbrug. Varianten Turbo Pascal blev senere lanceret af softwareproducenten Borland.

## Historie
I 1972 begyndte danskeren Per Brinch Hansen udviklingen af en afart af Pascal, Concurrent Pascal rettet mod programmer og systemer til parallel afvikling af processer. Per Brinch Hansen udviklede derefter styresystemet SOLO til computeren PDP 11/45, ved brug af Concurrent Pascal.
Senere udvikler danskeren Anders Hejlsberg først sproget Compas Pascal og senere PolyPascal som en videreudvikling af standard Pascal. Det revolutionerende ved Anders Hejlsbergs udvikling er den hidtil usete hurtighed under oversættelse af programmer, som han opnår ved at lave en delvis oversættelse af de enkelte program moduler(units). Hertil oversættes koden til maskinkode og ikke, som ellers ved Pascal, til P-code som kræver en P-code fortolker for at køre. Desuden er den genererede kode ekstremt effektiv, næsten sammenlignelig med C-sproget. Ydermere er editoren integreret med oversætteren og debuggeren så det faktisk udgør den første IDE. Dette bliver i året 1983 købt af Borland, som er en større softwareproducent, hvorfra den nye Pascal-oversætter udvikles og udgives under navnet Turbo Pascal. Med Turbo Pascal 5.5 indføres den første objektorienterede sprogdrejning hos Pascal, hvilket bliver kaldt Object Pascal.
I takt med Windows' tiltagende popularitet, udvikler Borland og Anders Hejlsberg i 1995 programmet Delphi, som er strømlinet til at udvikle programmer til Windows' brugerflade. I dette program kan man udnytte de mange forarbejdede rutiner til hurtigere og nemmere at udvikle et program i en grafisk brugerflade.

## Hallo verden
Følgende kode skriver ved udførsel på en computer Hallo verden på skærmen:
```
 
(* Udskriver "Hallo verden" på konsollen, dette er ikke et Windows program! *)

 
program
 
HalloVerden
(
output
)
;

  

 
begin

    
writeln
(
'Hallo verden'
)

 
end
.

```